# Lindholms herrgård

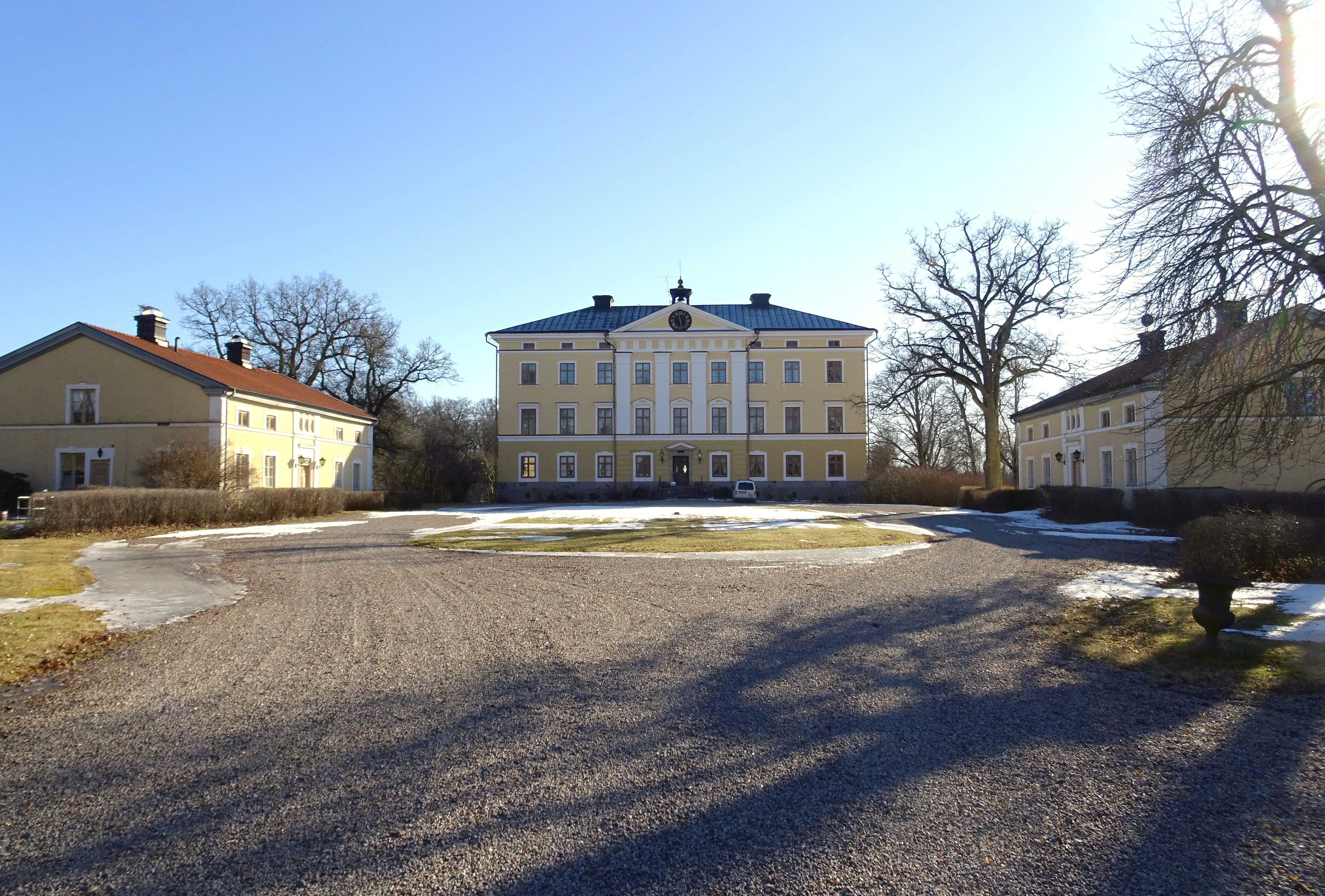
Lindholms huvudbyggnad med flyglar från norr, mars 2022.

Lindholm är en herrgård och ett tidigare säteri och fideikommiss i Barva socken, Eskilstuna kommun, Södermanlands län. Gården är belägen mellan Strängnäs och Eskilstuna cirka två kilometer söder om E20.

## Historik

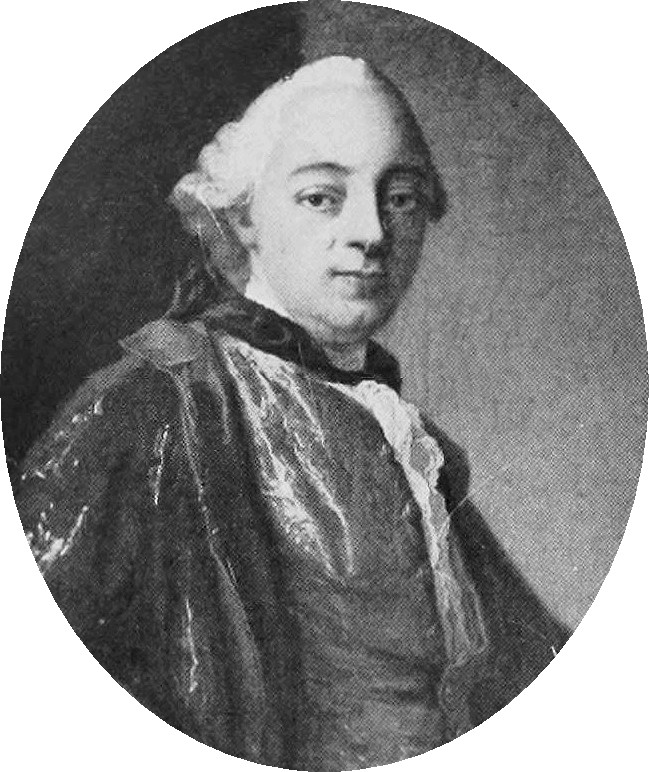
Byggherren Nils Bonde.

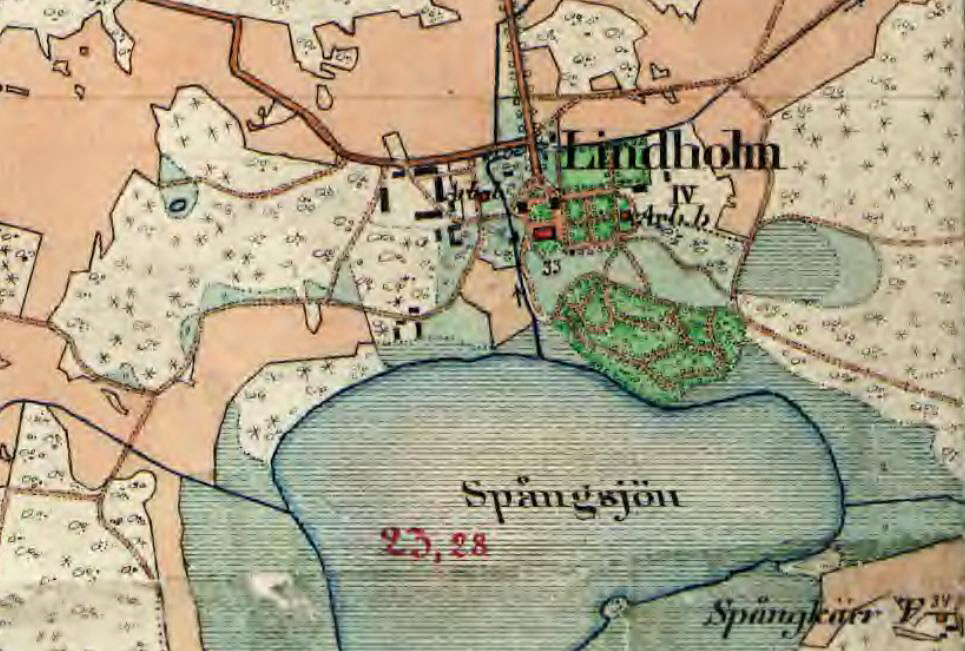
Lindholm kring sekelskiftet 1900.

Lindholm ingick till en början i Söderby (strax söder om Barva kyrka) som förekom 1310 i ett bytesbrev med abbetissan Kunigunda på Vårfruberga kloster. 1324 såldes Söderby till domprosten i Strängnäs som 1331 bytte bort det. På 1400-talet tillhörde egendomen kung Karl Knutsson (Bonde) och därefter Vasaätten. 
Gården tros ha gått till Braheätten via Margareta Eriksdotter (Vasa), änka efter Joakim Brahe och syster till Gustav Vasa. Hon var mor till Per Brahe d. ä., som föddes på Lindholm. Hon ägde stället till 1520. Senare kom egendomen under Bergshammar. Hela Söderby kom 1645 i Christia Sparres (1605–1656) ägo. Hon var gift med landshövding Christer Axelsson Posse (död 1643) som ägt en del därav. Godset ärvdes sedan av dottern Kristina Posse och fick sätesfriheter omkring 1660. 
Lindholm avsöndrades 1679 till förmån för fröken Catharina Sack (1658–1743), som senare blev gift med lagmannen friherre Herman Fleming (död 1718). Stället kallades 1686 ”herr H. Flemings urgamla frälse”. Gården stannade i släkten Fleming tills den 1763 övergick genom köp och arv till svärsonen kammarherren Nils Nilsson Bonde af Björnö (1731–1816) som lät uppföra nuvarande corps de logi. Genom testamente tillföll egendomen 1816 friherrinnan Anna Christina Fleming, född Wrede (1775–1856). 
År 1835 köpte hennes svärson brukspatron Lars Gustaf von Celsing godset av henne och familjens fideikommiss inrättades 1857 av honom, istället för Celsingska huset på Blasieholmen i Stockholm. Under hans tid förbättrades egendomen genom nyodlingar. Vid hans död 1881 övergick Lindholm till sonen kammarherren Arnold Celsing och efter honom till sonen kommendörkaptenen Gustaf Celsing (1913–1989). 
Fideikommisset avvecklades då den siste fideikommissarien Lars-Gustaf Celsing avled 1970.  Därefter ägdes gården av sonen Ulric Celsing (född 1937). Nuvarande (2022) ägare är Martina Ulricsdotter Schagerlund (född Celsing) och Olov Schagerlund som tog över gården från Ulric Celsing.

### Bebyggelse

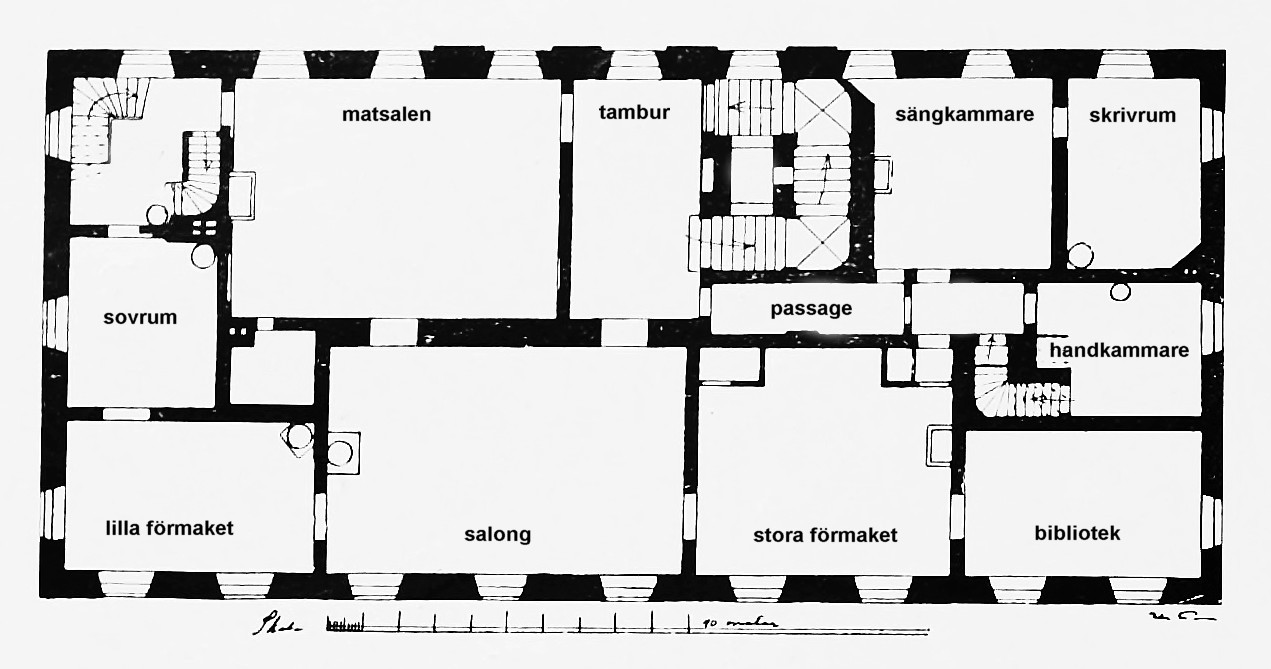
Planritning över våning 1 trappa.

Från norr leder en cirka 900 meter lång allé till huvudgården som uppfördes 1794 på initiativ av greve Nils Bonde. Här ligger även Lindholms äldre gårdstomt som finns angivet på lantmäterikartan från år 1712. Till arkitekt för den nya gårdsanläggningen utnämndes kaptenmekanikus Eric Nordewall som var bergsmekaniker och vattenbyggnadsingenjör, känt för sina insatser för bland annat Södertälje kanal och Trollhätte kanal. Nordewall ritade Lindholms corps de logi med sina båda fristående flyglar i nyklassicistisk stil. 
Huvudbyggnaden fick en längd av nio fönsteraxlar, den har källare och tre våningar samt en lägre mezzaninvåning under takfoten. Nedersta våningen markerades som en slags sockel i kraftig putsrusticering. Huvudfasaden, som vänder sig mot norr, accentuerades av en mittrisalit motsvarande tre fönsteraxlars bredd och avdelad genom fyra pilaster som krös av en fronton med klocka. Taket är utformat som ett plåttäckt valmat sadeltak med ett litet klocktorn i mitten. Huvudporten omges av en kalkstensportal med festongsmyckat överstycke.  
I norr flankeras huvudbyggnaden av två fristående flyglar som tillkom samtidigt med mangården. De är uppförda i en våning med en lägre mezzaninvåning som på det viset upprepar huvudbyggnadens fasadmotiv. Taken är tegeltäckta sadeltak. Gårdens ekonomibyggnader ligger väl samlade väster om huvudbebyggelsen. Intressanta från byggnadshistoriskt synpunkt är stenladugården och stenstallet uppförda av huggen gråsten med inslag av mönstermurat tegel.

### Interiör
Bottenvåningen nyttjades ursprungligen som herrvåning med biblioteksrum och en ekonomiavdelning. Från den välvda vestibulen leder huvudtrappan upp till mellanplanet som var den egentliga paradvåningen med salong, matsal, sovrum, förmak, biblioteket och liknande. I flera rum återfinns vackra kolonnkakelugnar från Mariebergs porslinsfabrik. Översta våningen präglas av en lång rad gästrum, samtliga utrustade med kakelugnar i gustaviansk stil.

### Interiörbilder
En serie interiörbilder som togs av fotografen Erik Liljeroth 1967.

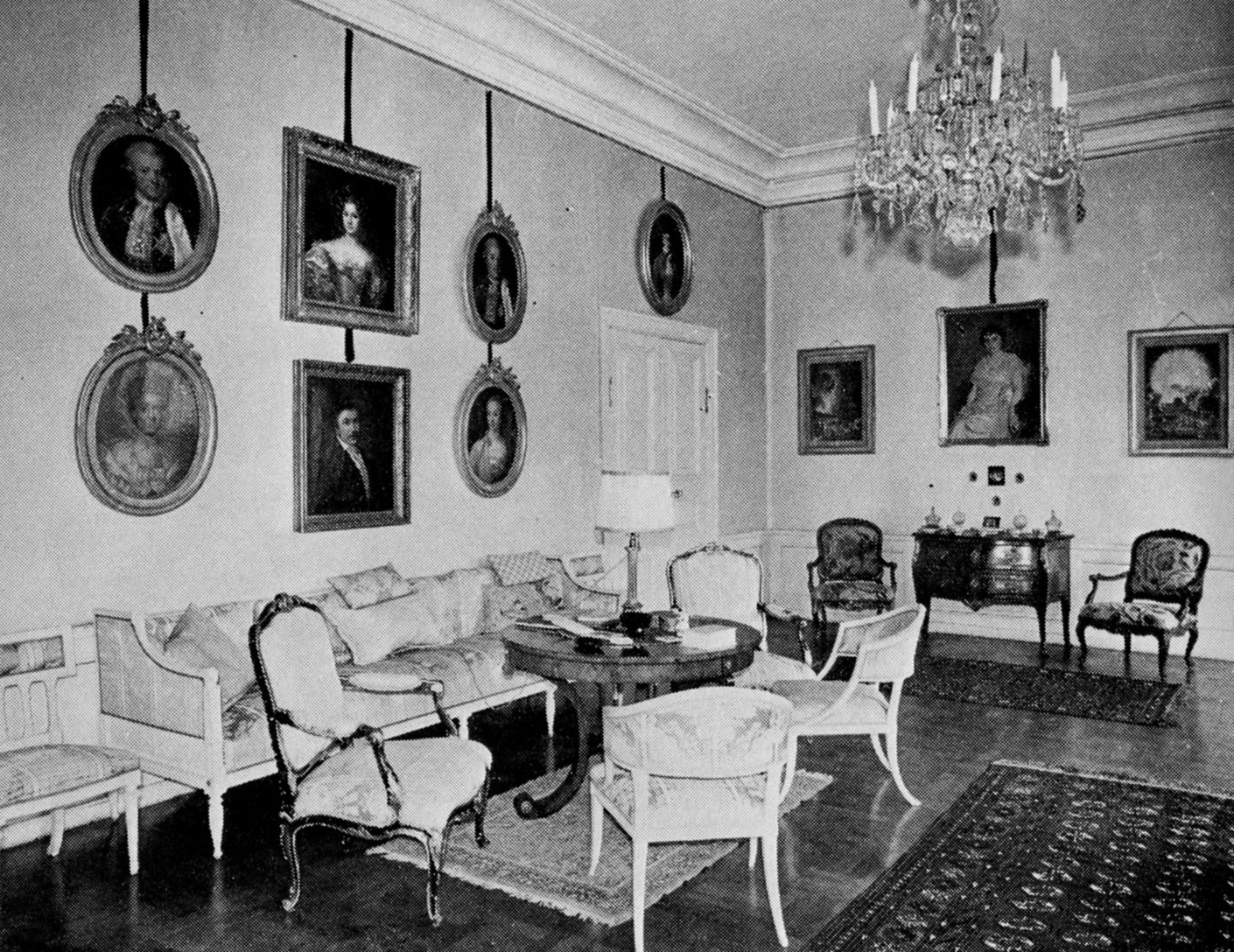
Salongen.
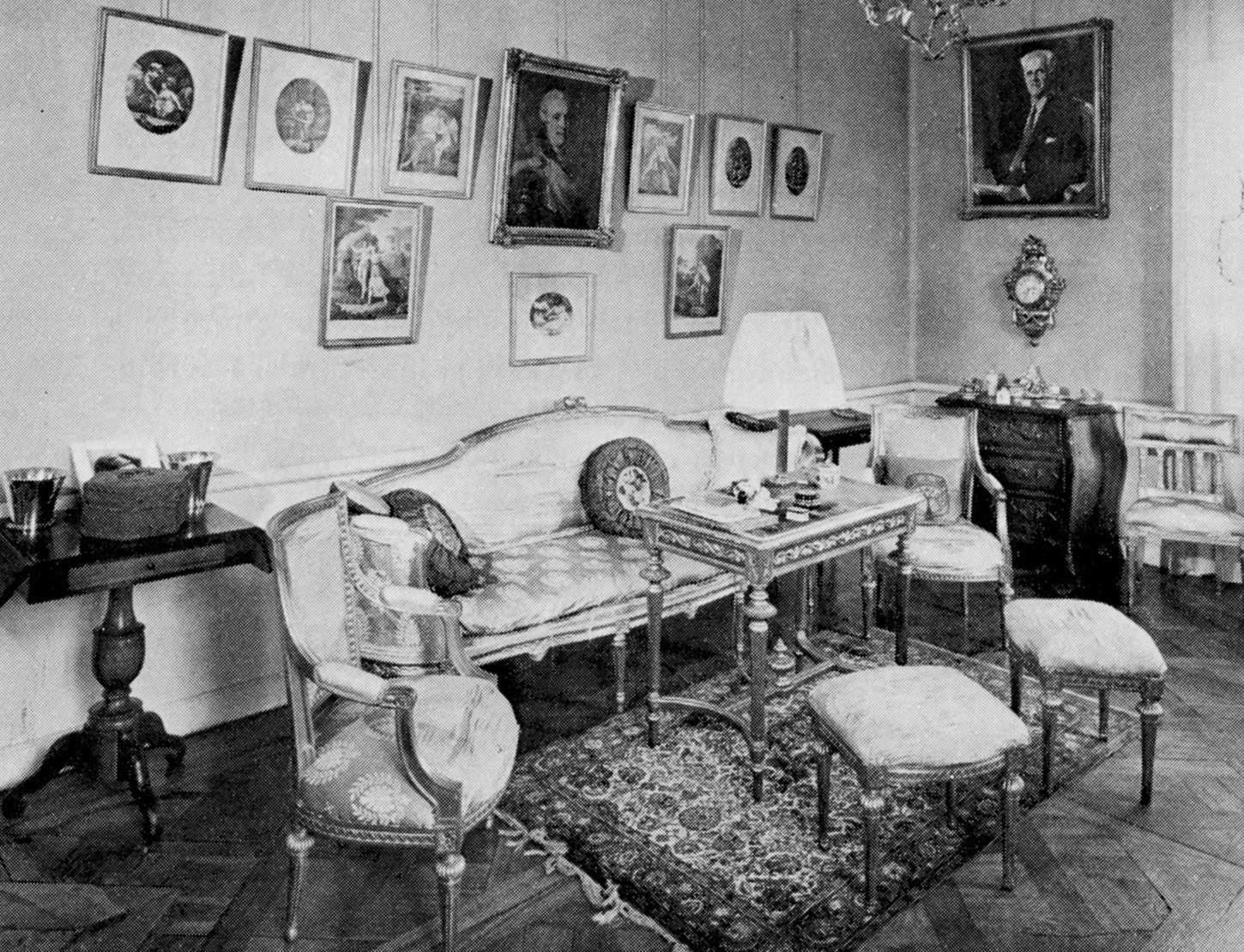
Kabinett.
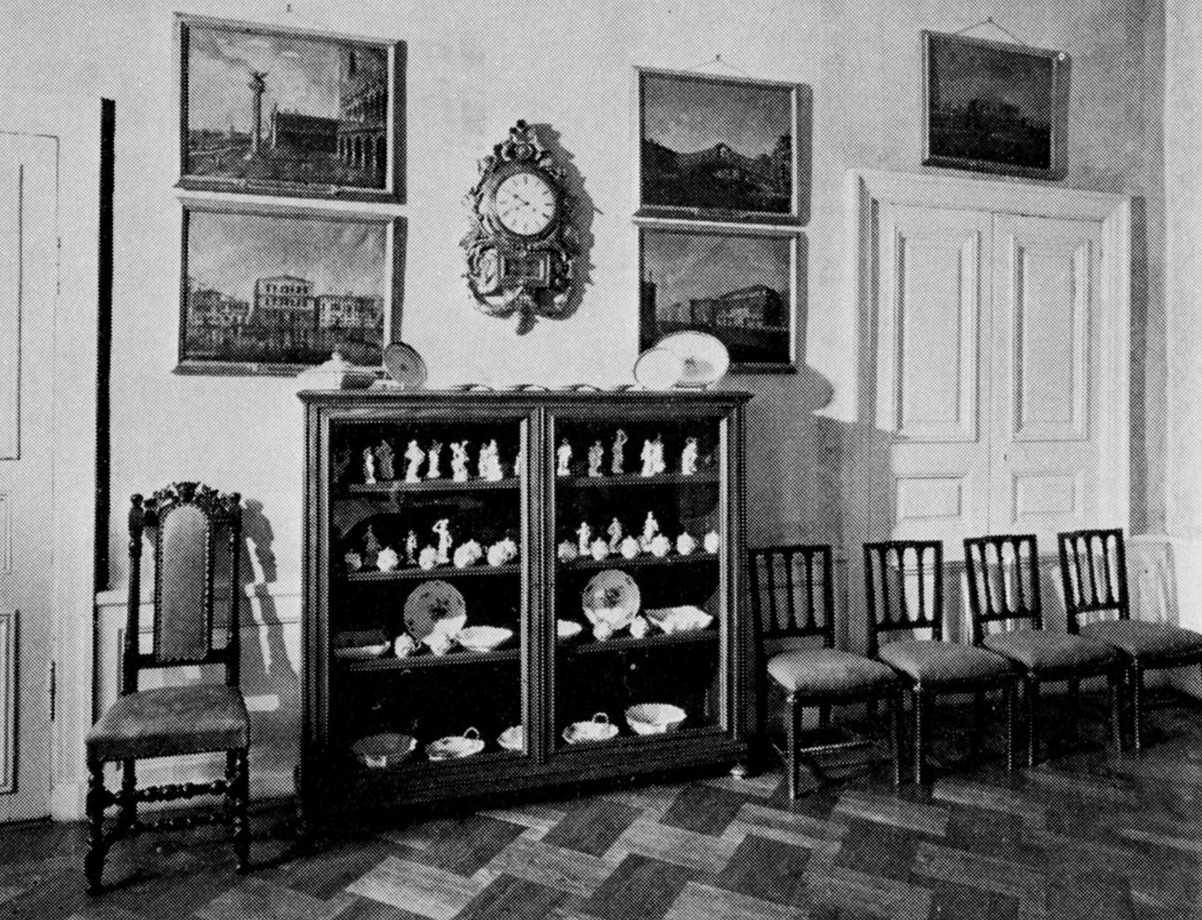
Matsalen.
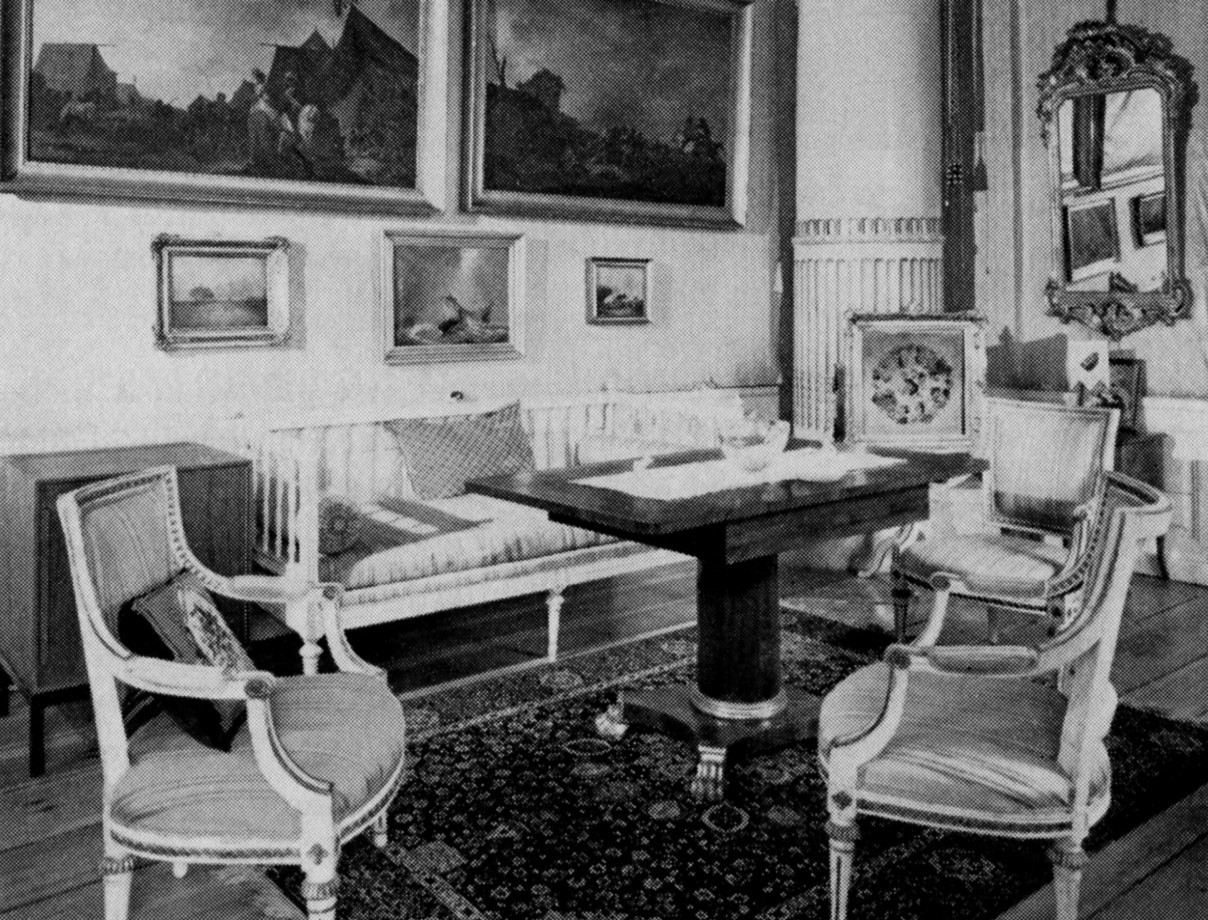
Lilla förmaket.

### Gårdens ägor och verksamhet
Mellan huvudbebyggelsen och den numera nästan helt igenväxta Spångsjön anlades en engelsk trädgård. En fruktträdgård med tillhörande trädgårdsmästerbostad fanns direkt öster om mangården. I dag (2022) sträcker sig Lindholms ägor från motorvägen E4 i norr till västra stambanans spårområde i söder. På gården bedrivs ett modernt lantbruk omfattande 360 ha spannmålsproduktion, 80 ha vall och 150 ha beten, nötköttsproduktion med 110 dikor och vidareuppfödning av ungdjur till slakt. Skogsbruket omfattar 1 000 ha och jaktverksamhet med bland annat vildsvin, hjort, rådjur och älg bedrivs på 2 000 ha. Lindholms gård förvaltar ett 30-tal bostadshus och ett antal ekonomibyggnader och specialfastigheter.

### Nutida bilder

Huvudbebyggelse
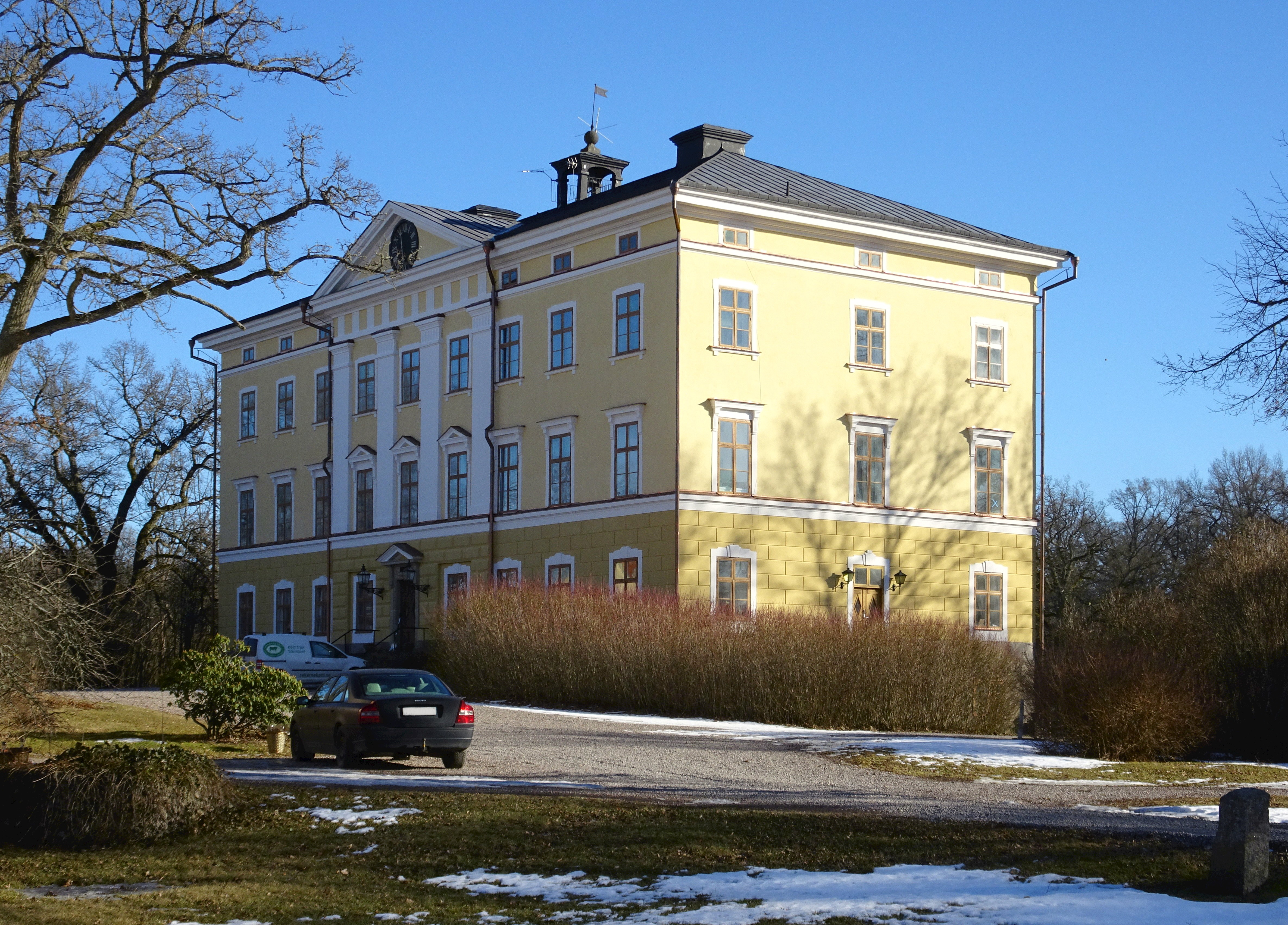
Huvudbyggnaden från nordväst.
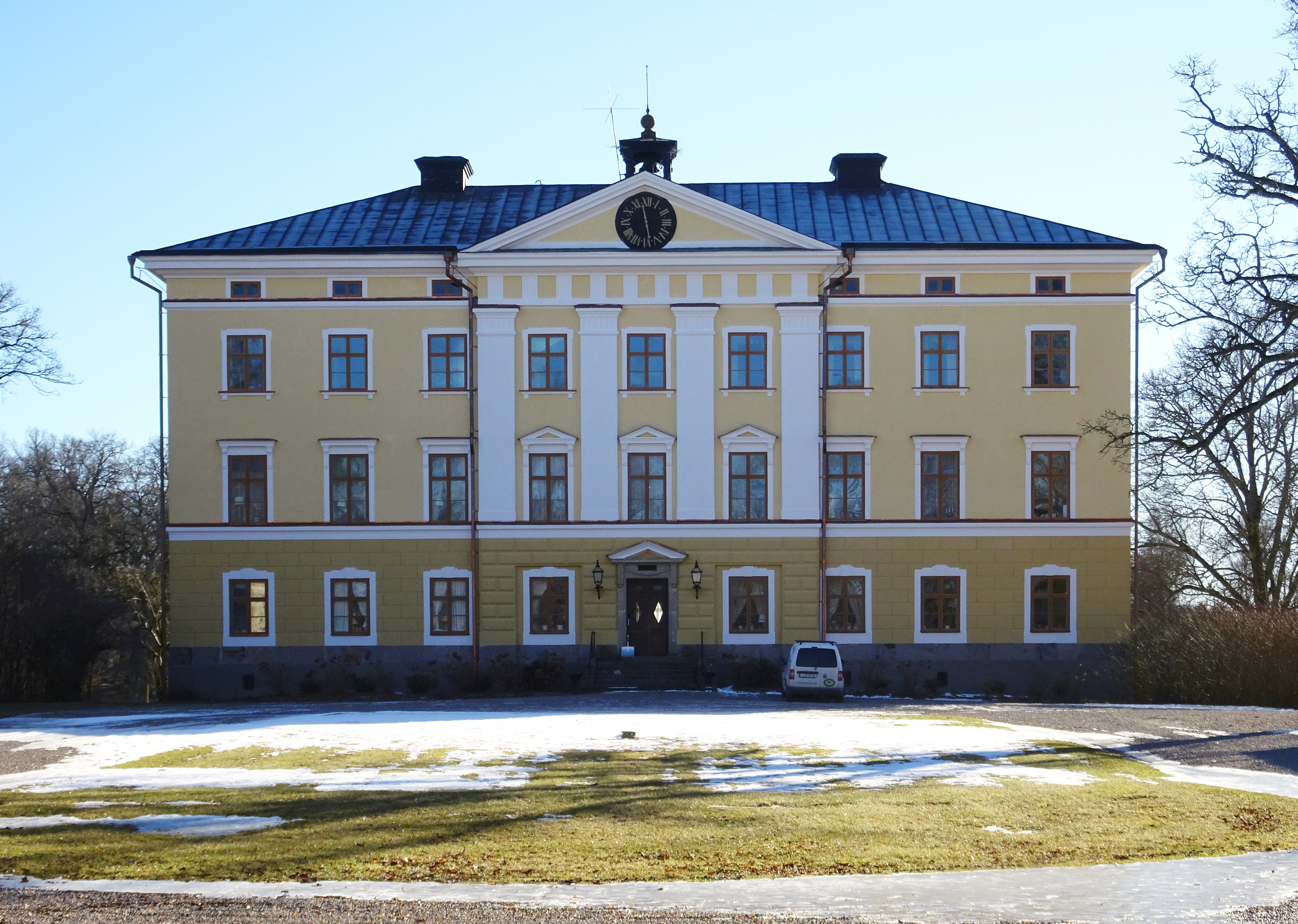
Huvudbyggnaden från norr.
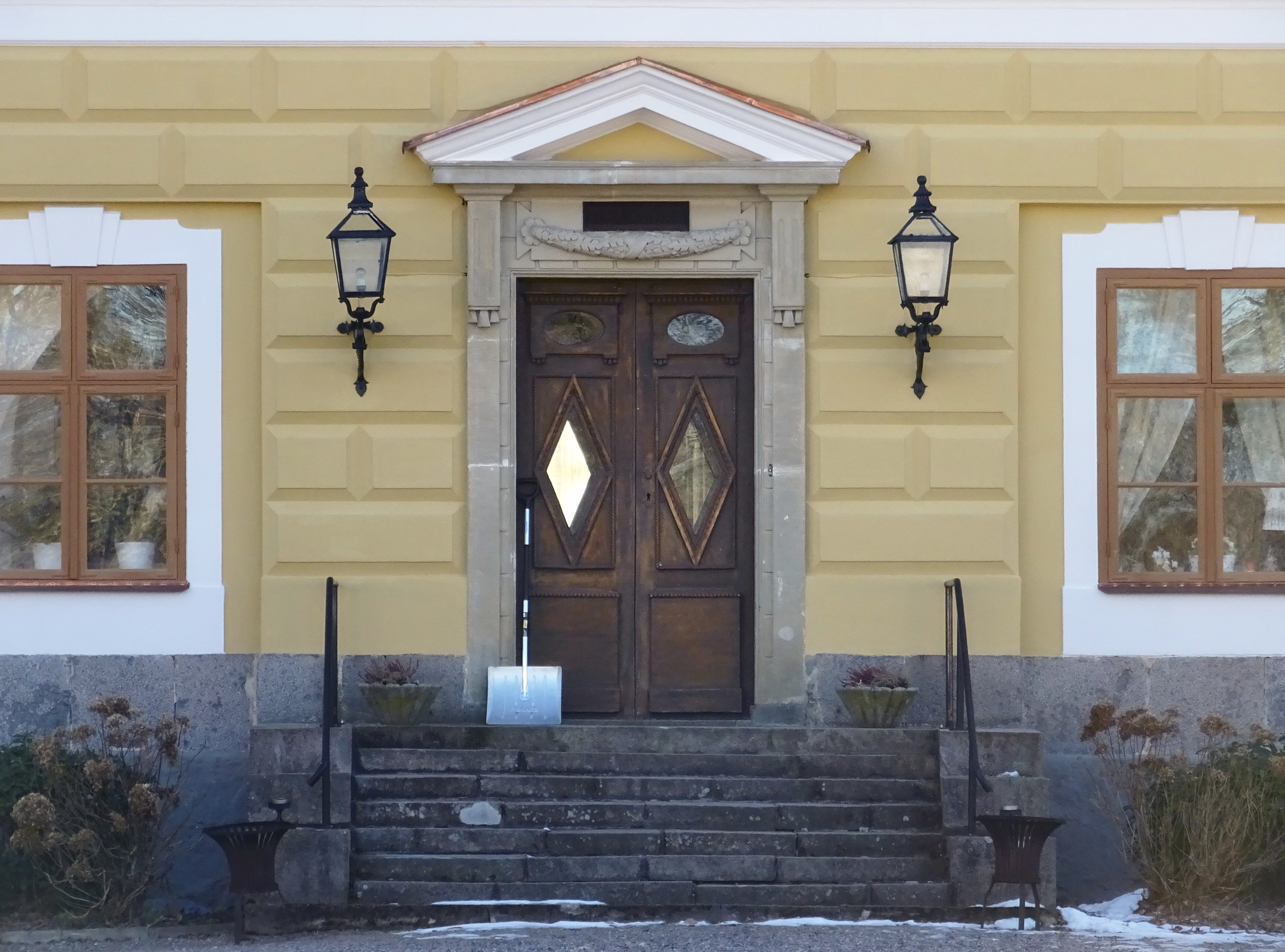
Huvudbyggnadens portal.
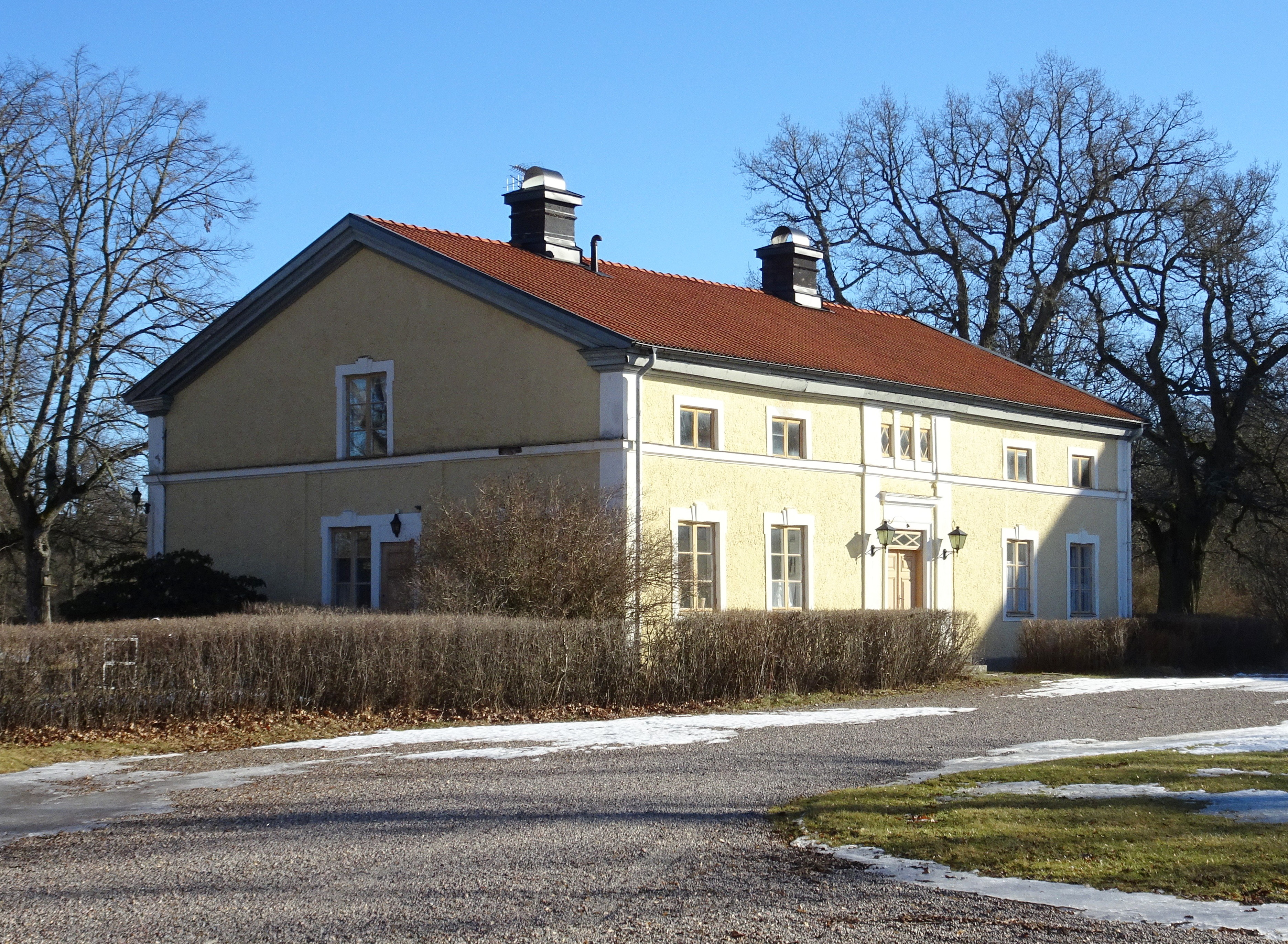
Östra flygeln.

Övriga byggnader
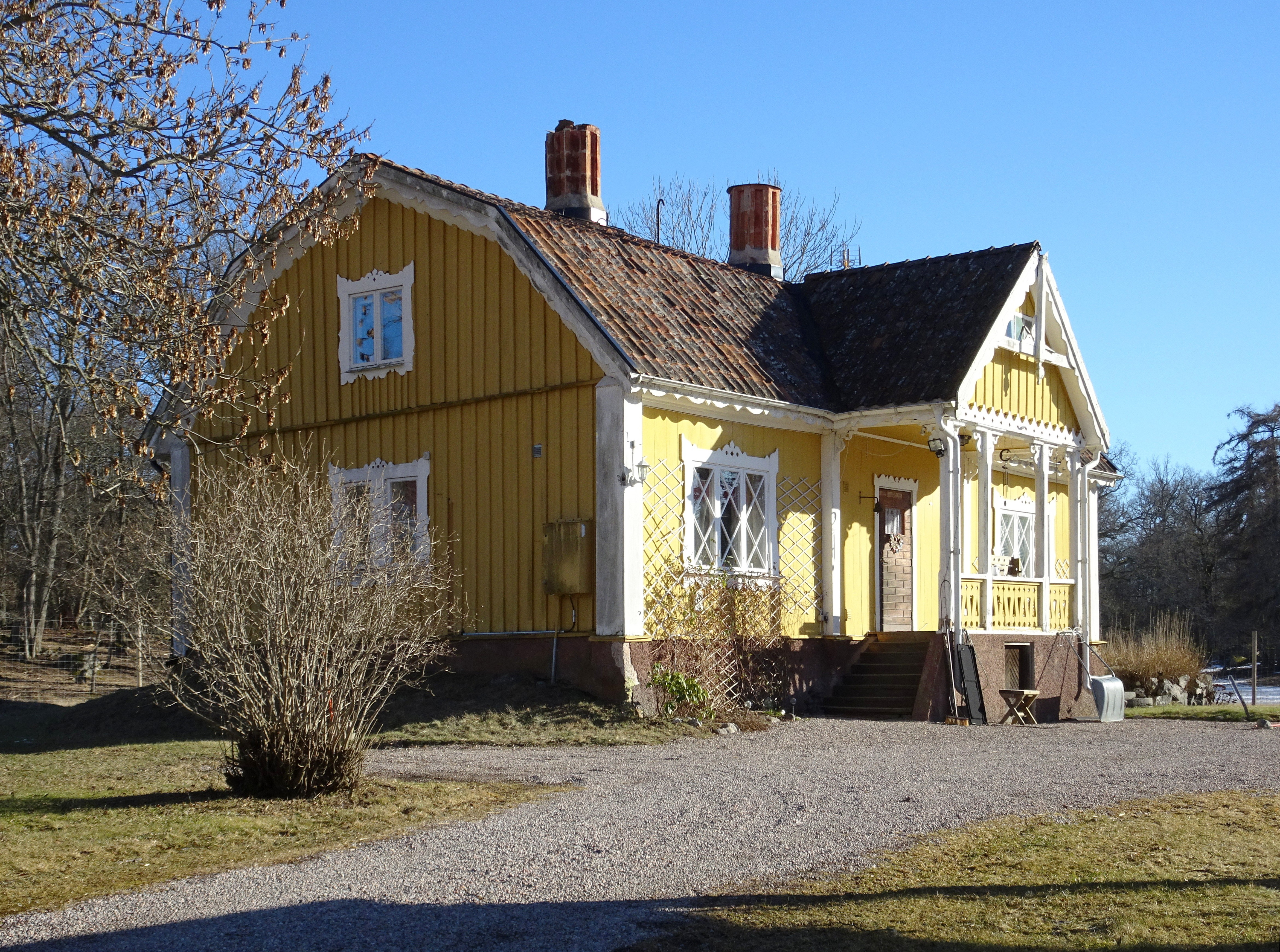
F.d. trädgårdsmästerbostället.
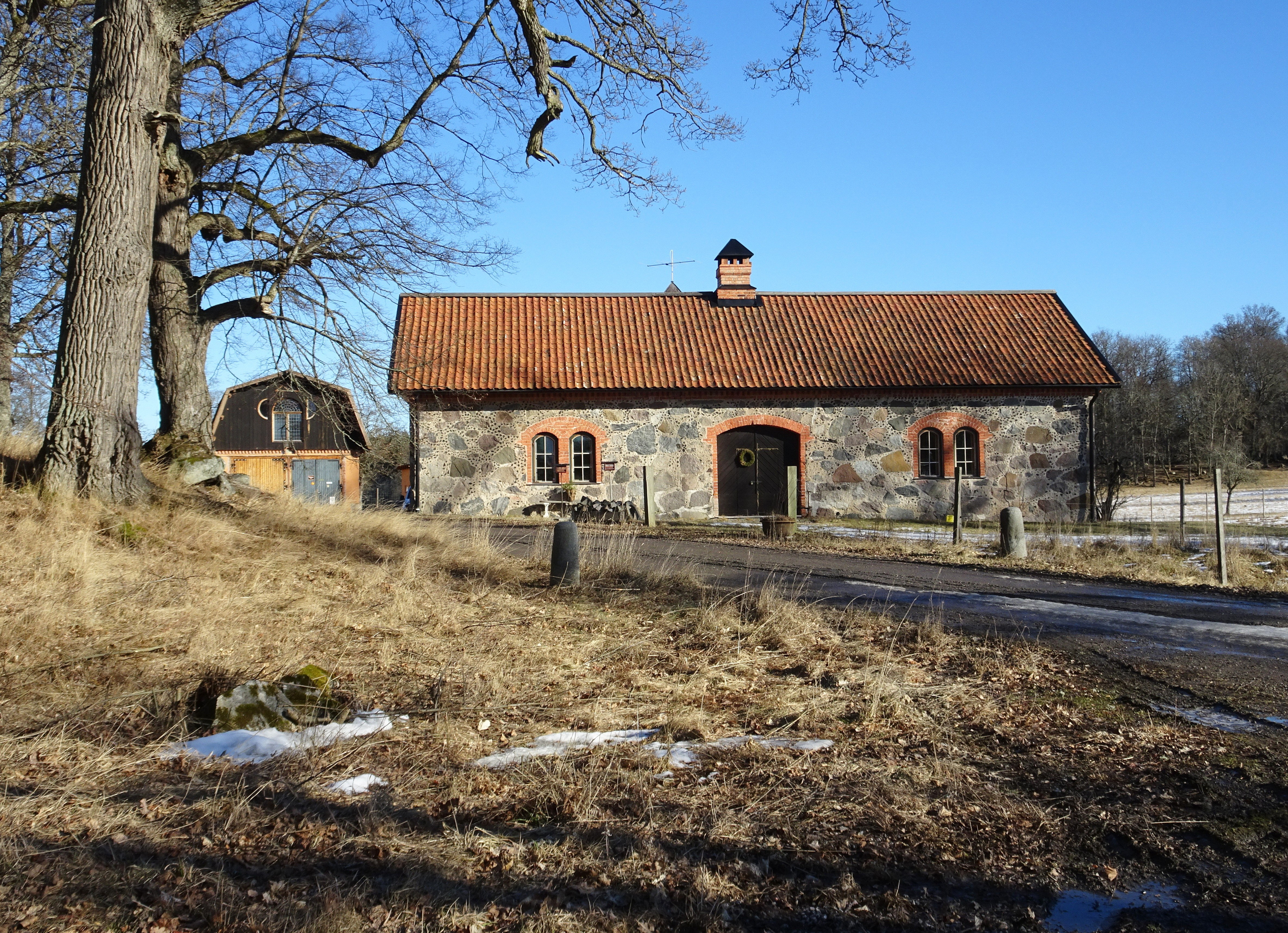
Stenstallet.
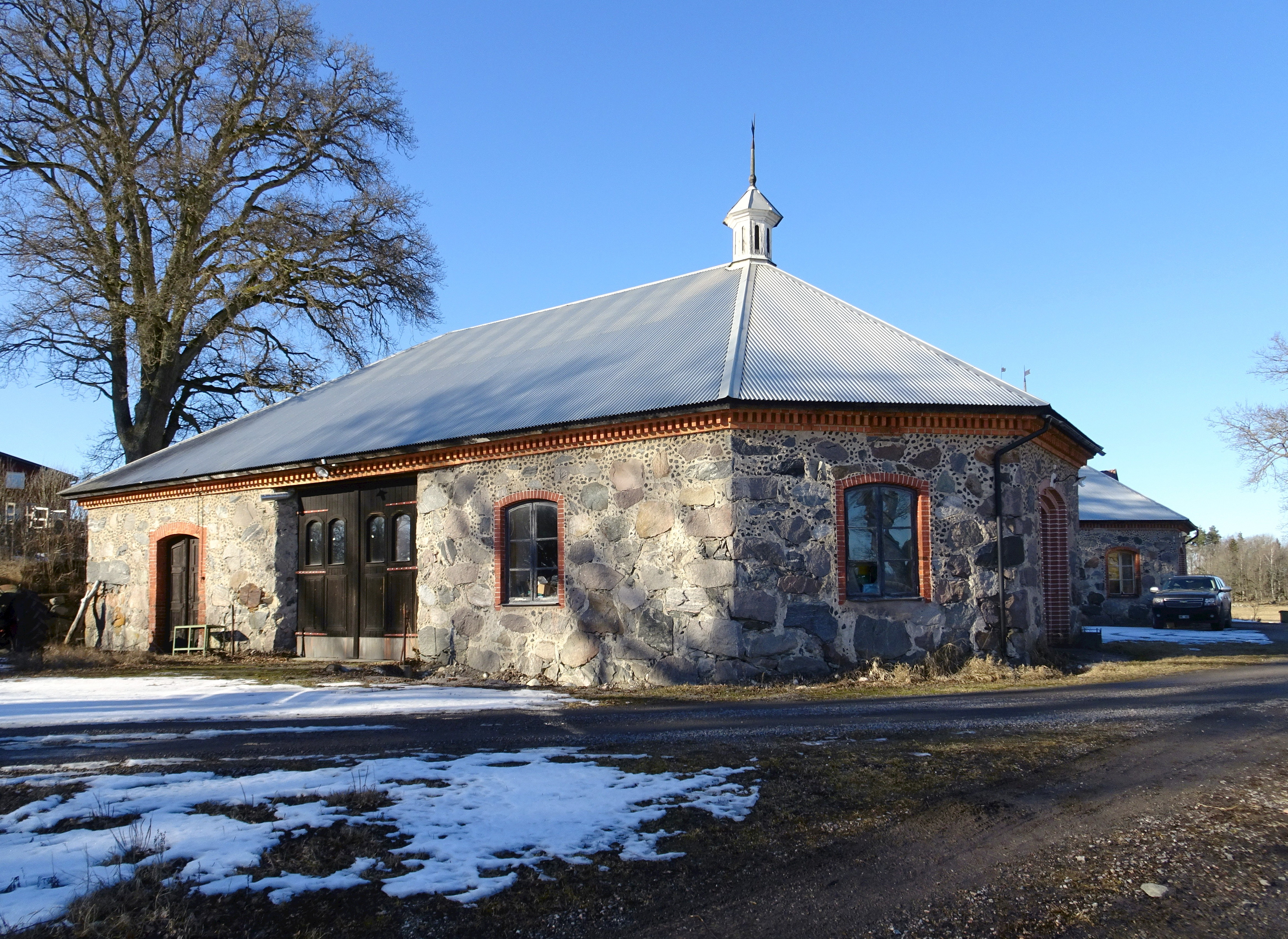
Stenladugården.
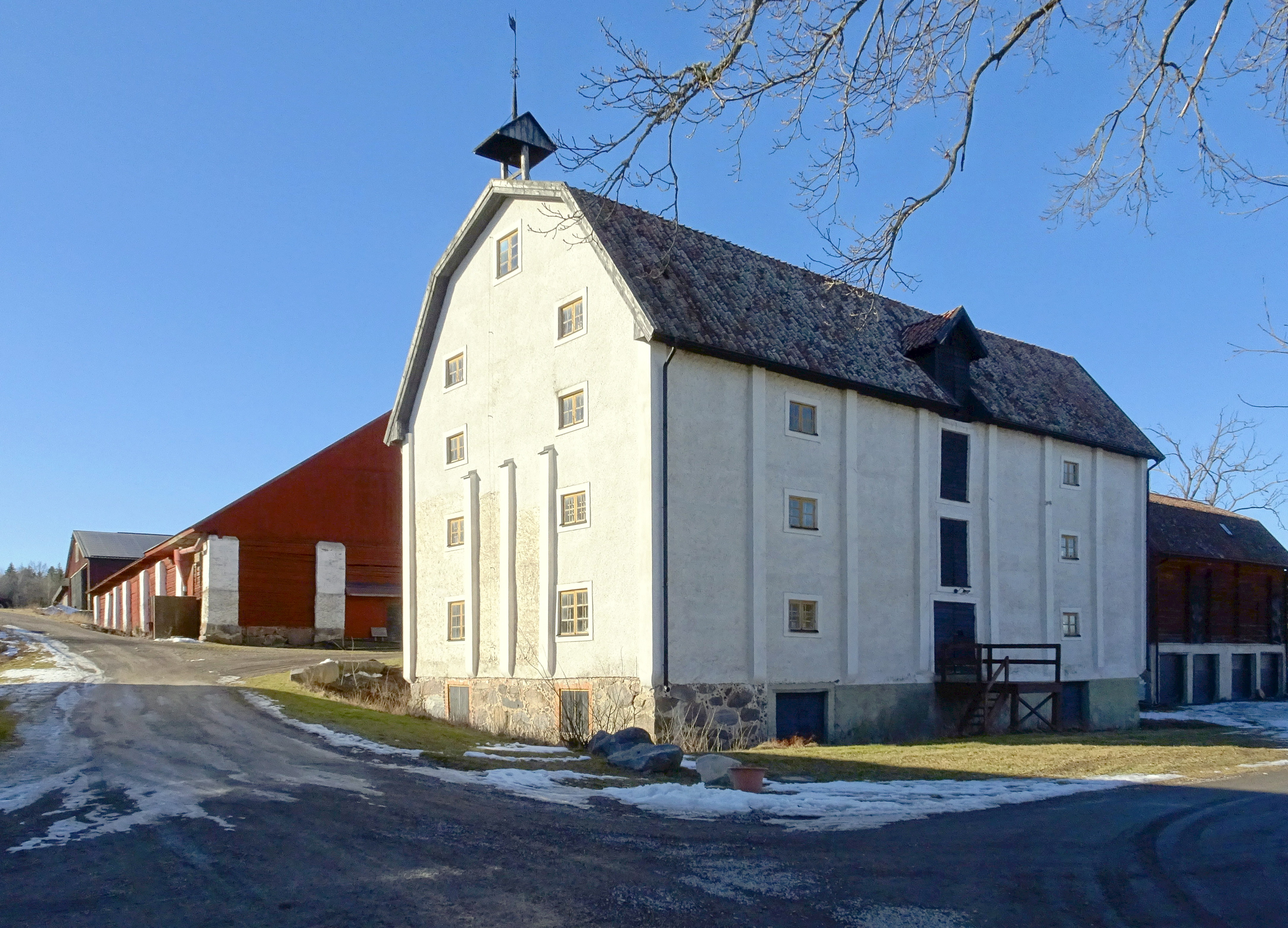
Magasin.

## Ur ägarlängden
- 1300-talet - domprosten i Strängnäs
- 1400-talet - Karl Knutsson (Bonde)
- 1500-talet -  Margareta Eriksdotter (Vasa)
- 1645 - Christina Sparre
- 1668 - Catarina Sack
- 1743 - hennes barn
- 1763 - Nils Bonde
- 1816 - Anna Christina Fleming, född Wrede
- 1835 - svärsonen Lars Gustaf von Celsing
- 1881 - Arnold Celsing
- 1915 - Gustaf Robert Celsing
- 1955 - Lars-Gustaf Celsing
- 1970 - Ulric Celsing
- 2008 - Martina Ulricsdotter Schagerlund, född Celsing